# Phryganea sinensis
Phryganea sinensis is een schietmot uit de familie Phryganeidae. De soort komt voor in het Oriëntaals en het Palearctisch gebied.